# Nadir Belhadj
Nadir Belhadj (Arabisch: نذير بلحاج) (Saint-Claude, 18 juni 1982) is een Frans voetballer van Algerijnse afkomst, die bij voorkeur in de verdediging speelt. Hij tekende in juli 2010 een contract bij Al-Sadd, waarbij niet bekend werd gemaakt voor hoeveel jaar noch hoeveel de club voor hem betaalde aan Portsmouth FC. Met die laatste club stond hij (als invaller) op 15 mei 2010 in de finale van de strijd om de FA Cup. Daarin verloor de ploeg van trainer-coach Avram Grant met 1-0 van Chelsea door een treffer in de 59ste minuut van Didier Drogba.
Belhadj kon vanwege zijn dubbele nationaliteit voor Algerije of voor Frankrijk uitkomen. Hij besloot om voor Algerije interlands te spelen en debuteerde op 28 april 2004 tijdens een vriendschappelijke wedstrijd tegen China. Hij scoorde zijn eerste interlandgoal op 5 juni 2007 tegen Argentinië.